# 梅尼勒昂纳鲁艾斯
梅尼勒昂纳鲁艾斯（法語：Mesnil-en-Arrouaise，法語發音：[mɛnil ɑ̃.n‿aʁwɛz]）是法国上法蘭西大區索姆省的一个市镇，属于佩罗讷区。

## 地理
梅尼勒昂纳鲁艾斯（50°2'40"N, 2°56'41"E）面积6.5 平方千米，位于法国上法蘭西大區索姆省，该省份为法国北部沿海省份，北起加来海峡省和北部省，西接滨海塞纳省和大西洋英吉利海峡，南至瓦兹省，东临埃纳省。
与梅尼勒昂纳鲁艾斯接壤的市镇（或旧市镇、城区）包括：巴拉斯特尔、比斯、莱谢勒、罗基尼、布沙韦讷-卑尔根、埃特里库尔-马南库尔、穆瓦兰、萨伊-萨伊塞勒。

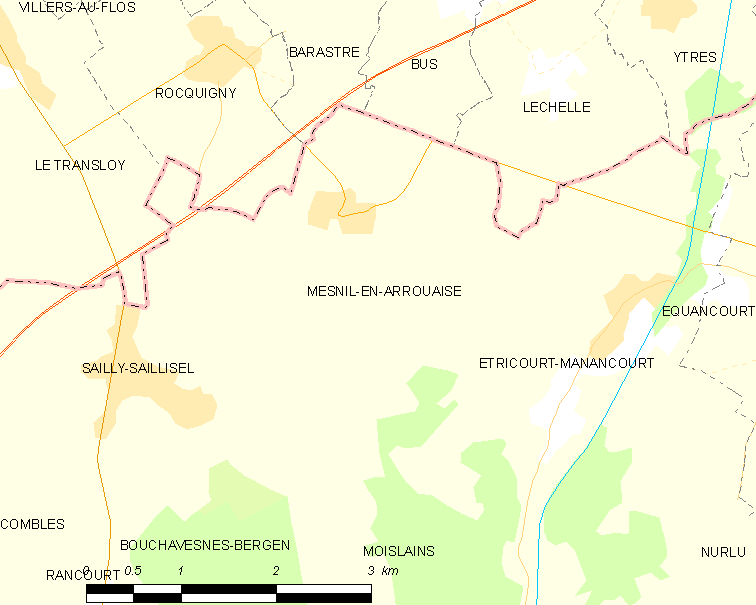
梅尼勒昂纳鲁艾斯的OSM定位图

梅尼勒昂纳鲁艾斯的时区为UTC+01:00、UTC+02:00（夏令时）。

## 行政
梅尼勒昂纳鲁艾斯的邮政编码为80360，INSEE市镇编码为80538。

## 政治
梅尼勒昂纳鲁艾斯所属的省级选区为佩罗讷县。

## 人口

1962-2008年间梅尼勒昂纳鲁艾斯人口变化图示

梅尼勒昂纳鲁艾斯于2022年1月1日时的人口数量为107人。